# Stoneham (Maine)
Stoneham es un pueblo ubicado en el condado de Oxford en el estado estadounidense de Maine. En el Censo de 2010 tenía una población de 236 habitantes y una densidad poblacional de 2,62 personas por km².

## Geografía
Stoneham se encuentra ubicado en las coordenadas 44°15′47″N 70°52′32″O / 44.26306, -70.87556. Según la Oficina del Censo de los Estados Unidos, Stoneham tiene una superficie total de 89.96 km², de la cual 87.62 km² corresponden a tierra firme y (2.61%) 2.35 km² es agua.

## Demografía
Según el censo de 2010, había 236 personas residiendo en Stoneham. La densidad de población era de 2,62 hab./km². De los 236 habitantes, Stoneham estaba compuesto por el 99.58% blancos, el 0% eran afroamericanos, el 0% eran amerindios, el 0% eran asiáticos, el 0% eran isleños del Pacífico, el 0% eran de otras razas y el 0.42% pertenecían a dos o más razas. Del total de la población el 0.42% eran hispanos o latinos de cualquier raza.